# الدوري الروسي لكرة اليد للسيدات
الدوري الروسي لكرة اليد للسيدات هو دوري لأندية كرة اليد للسيدات في روسيا تأسس في سنة 1993 تلعب فيه 9 فرق. يتم تنظيمه من قبل الاتحاد الروسي لكرة اليد.

## وصلات خارجية
- الموقع%20الرسمي